# Sint-Amands

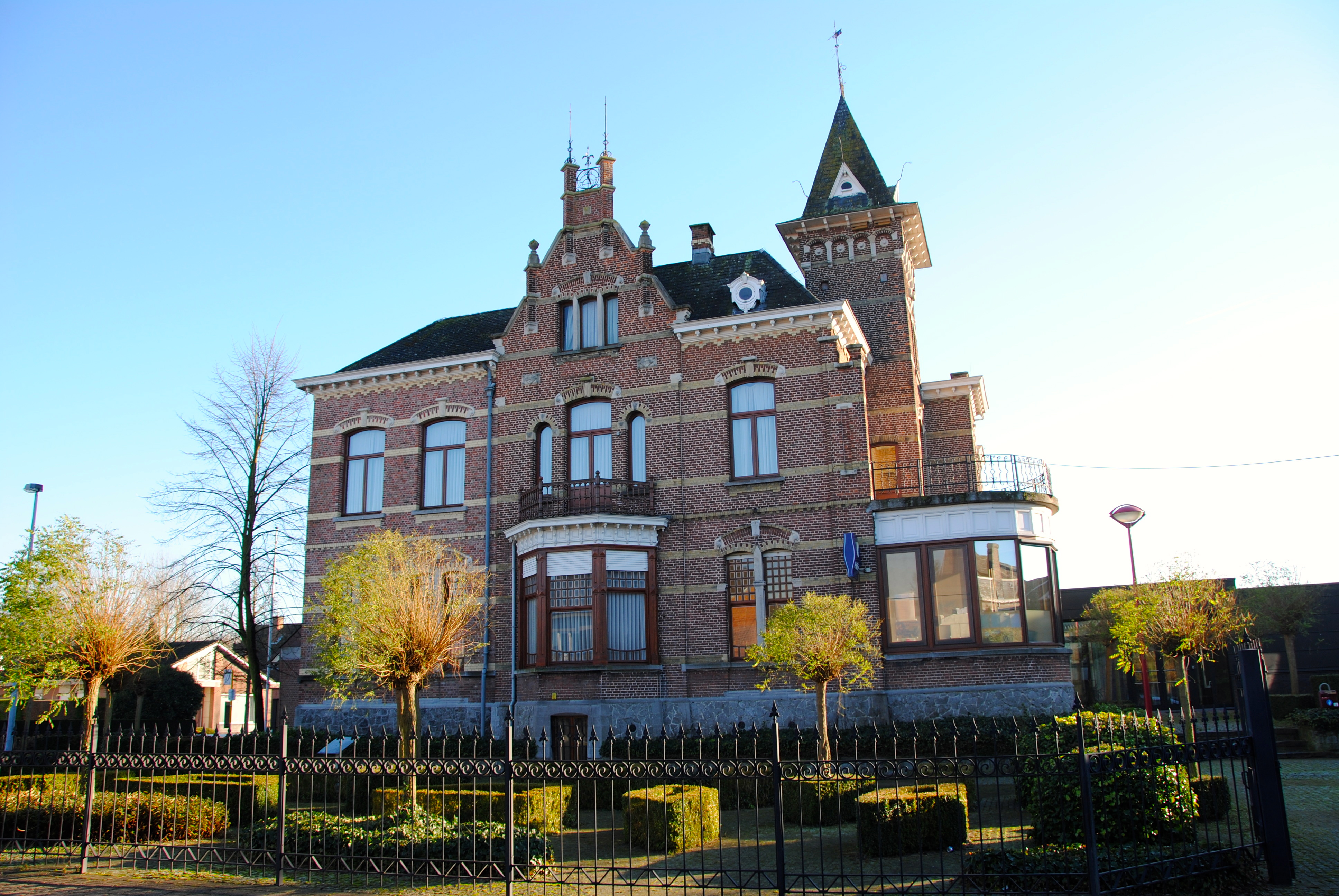
Villa Van Stappen, van 1939 tot de fusie in 2019 het gemeentehuis van de voormalige gemeente Sint-Amands. Nu een van de gemeentehuizen van Puurs-Sint-Amands.

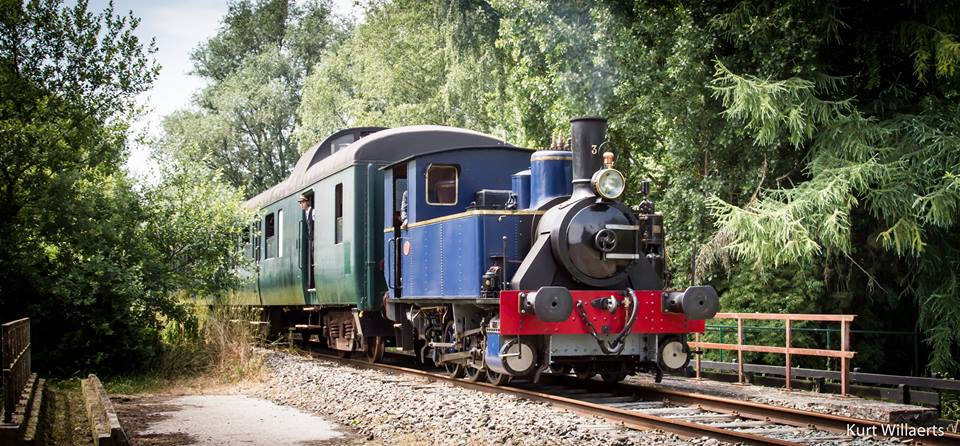
Toeristische stoomtrein Dendermonde-Puurs

Sint-Amands is een dorp in de Belgische provincie Antwerpen en een deelgemeente van Puurs-Sint-Amands. Sint-Amands ligt op de rechteroever van de Schelde. Het grondgebied van deze deelgemeente heeft de vorm van een vijfhoek, en wordt langs drie zijden omgeven door de Vlaamse provincie Oost-Vlaanderen. Sint-Amands grenst enkel aan de noordzijde en de oostzijde aan de provincie Antwerpen, respectievelijk aan het grondgebied van de Bornemse deelgemeenten Mariekerke, Bornem en de andere Puurs-Sint-Amandse deelgemeenten Oppuurs en Lippelo. Een inwoner van Sint-Amands wordt een Sint-Amandsenaar genoemd.

## Geschiedenis

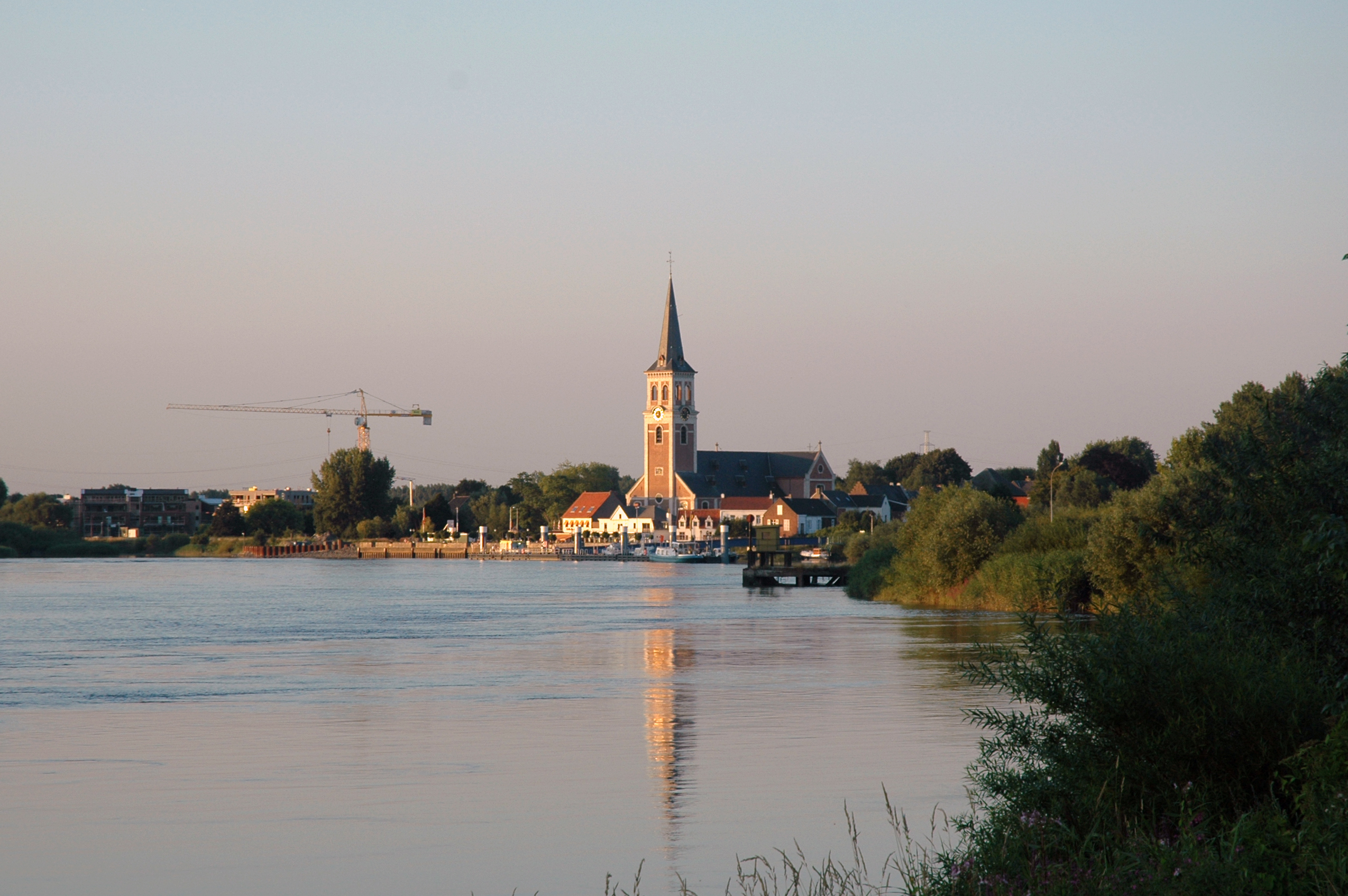
Zicht op Sint-Amands en de Sint-Amanduskerk bij valavond

Sint-Amands werd voor het eerst in de historische documenten vermeld in het jaar 822. Van die tijd zijn er echter geen monumenten overgebleven. Wel is er de Sint-Amanduskerk die uit de 17e eeuw stamt. Ook staan er in de Kerkstraat nog enkele huizen waarvan de 17e- en 18e-eeuwse gevels bewaard gebleven zijn.
In Sint-Amands bevindt zich, langs de oever van de Schelde, het praalgraf van de Belgische schrijver Emile Verhaeren (1855-1916).
Op 1 januari 2019 fuseerde de toenmalige fusiegemeente Sint-Amands (bestaande uit Sint-Amands, Lippelo en Oppuurs) met Puurs (bestaande uit Puurs, Breendonk, Liezele en Ruisbroek) ter vorming van Puurs-Sint-Amands.

## Geografie
Sint-Amands heeft een landelijk karakter en maakt deel uit van de regio Klein-Brabant.

### Deelgemeenten voor de fusie van 2019
| # | Deelgemeente | Opp. (km²) | Inwoners (2020) | Inwoners per km² | NIS Code |
| - | ------------ | ---------- | --------------- | ---------------- | -------- |
| 1 | Sint-Amands  | 6,27       | 4.008           | 639              | 12034A   |
| 2 | Oppuurs      | 4,79       | 2.069           | 432              | 12034B   |
| 3 | Lippelo      | 4,19       | 1.157           | 276              | 12034C   |

### Aangrenzende gemeenten
| Aangrenzende gemeenten | Aangrenzende gemeenten | Aangrenzende gemeenten | Aangrenzende gemeenten | Aangrenzende gemeenten |
| ---------------------- | ---------------------- | ---------------------- | ---------------------- | ---------------------- |
|                        |                        | Mariekerke, Bornem     |                        |                        |
|                        |                        |                        |                        |                        |
| Hamme                  | Oppuurs                |                        |                        |                        |
|                        |                        |                        |                        |                        |
| Baasrode               |                        | Buggenhout, Opdorp     |                        | Lippelo                |

## Bezienswaardigheden
- De Sint-Amanduskerk

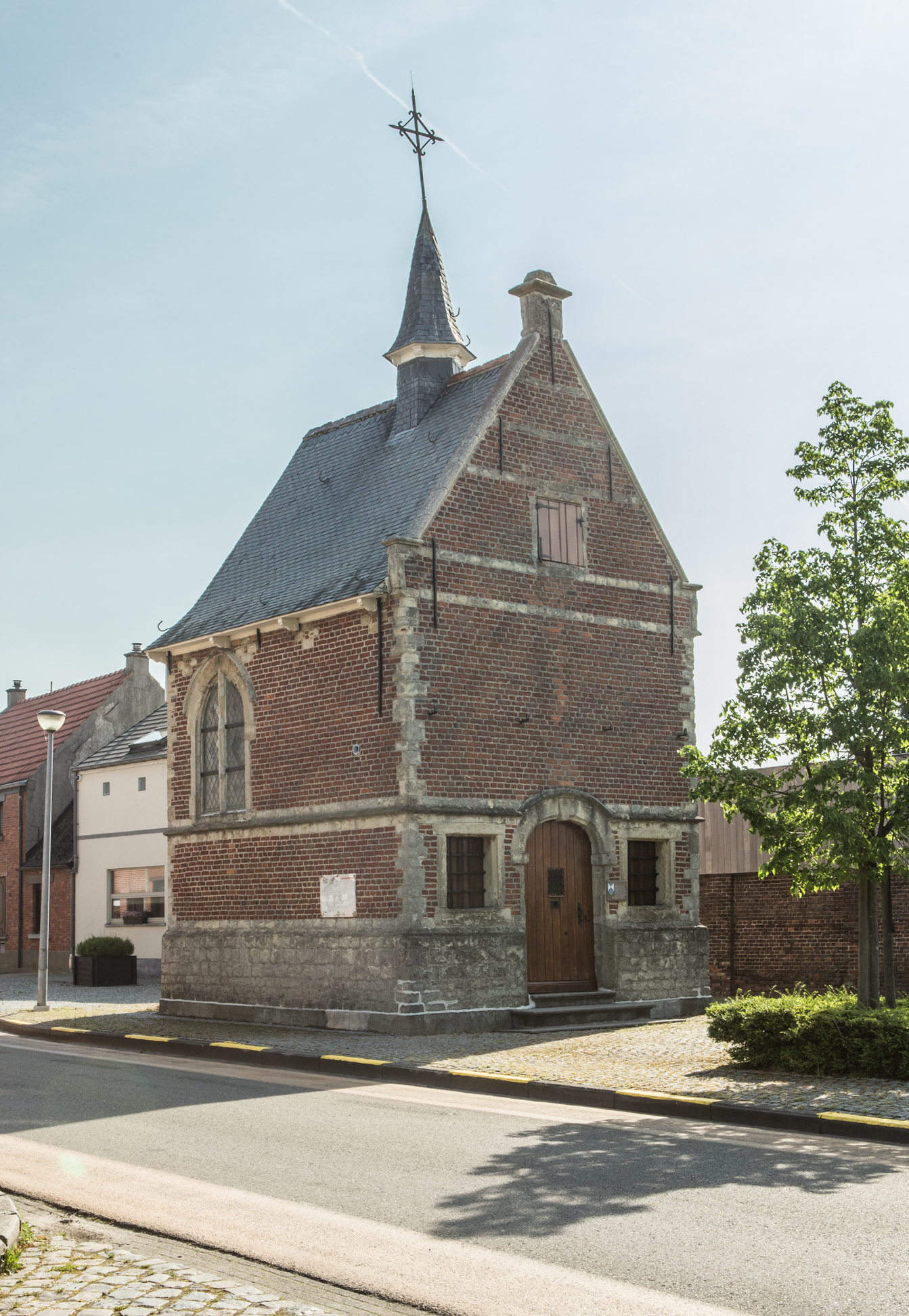
Kapel van Onze-Lieve-Vrouw Ten Donkere

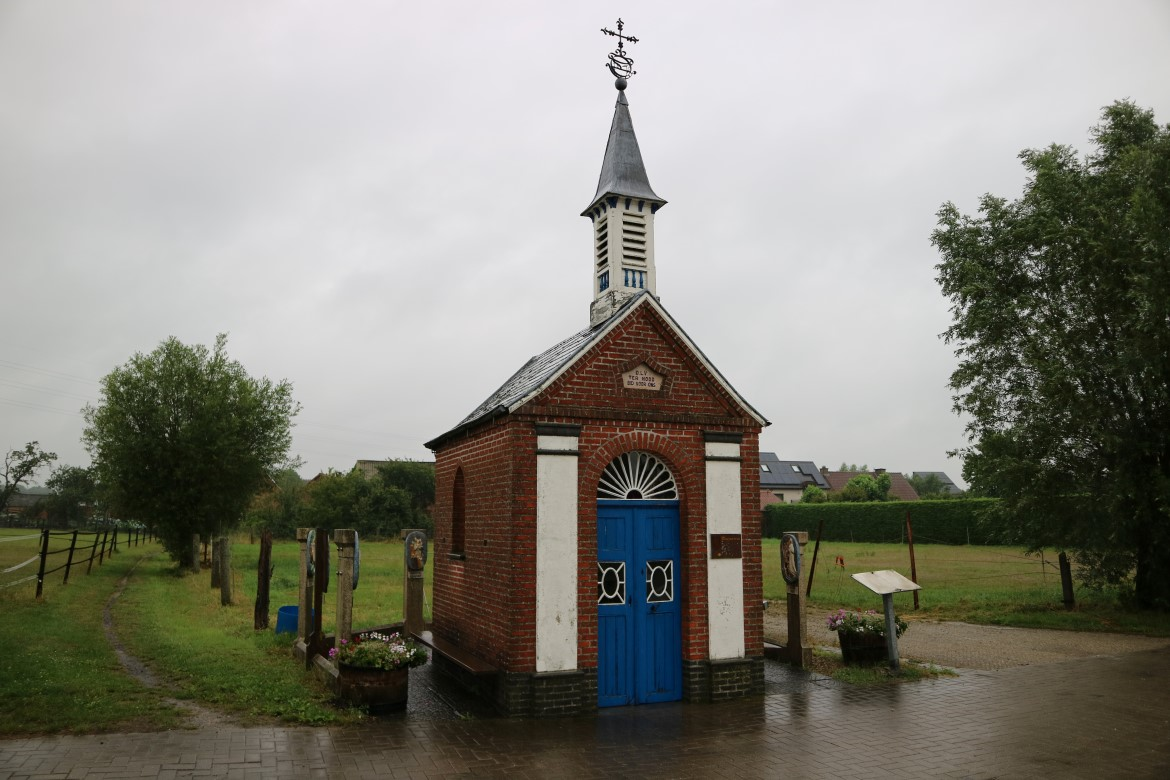
Boonhofkapel

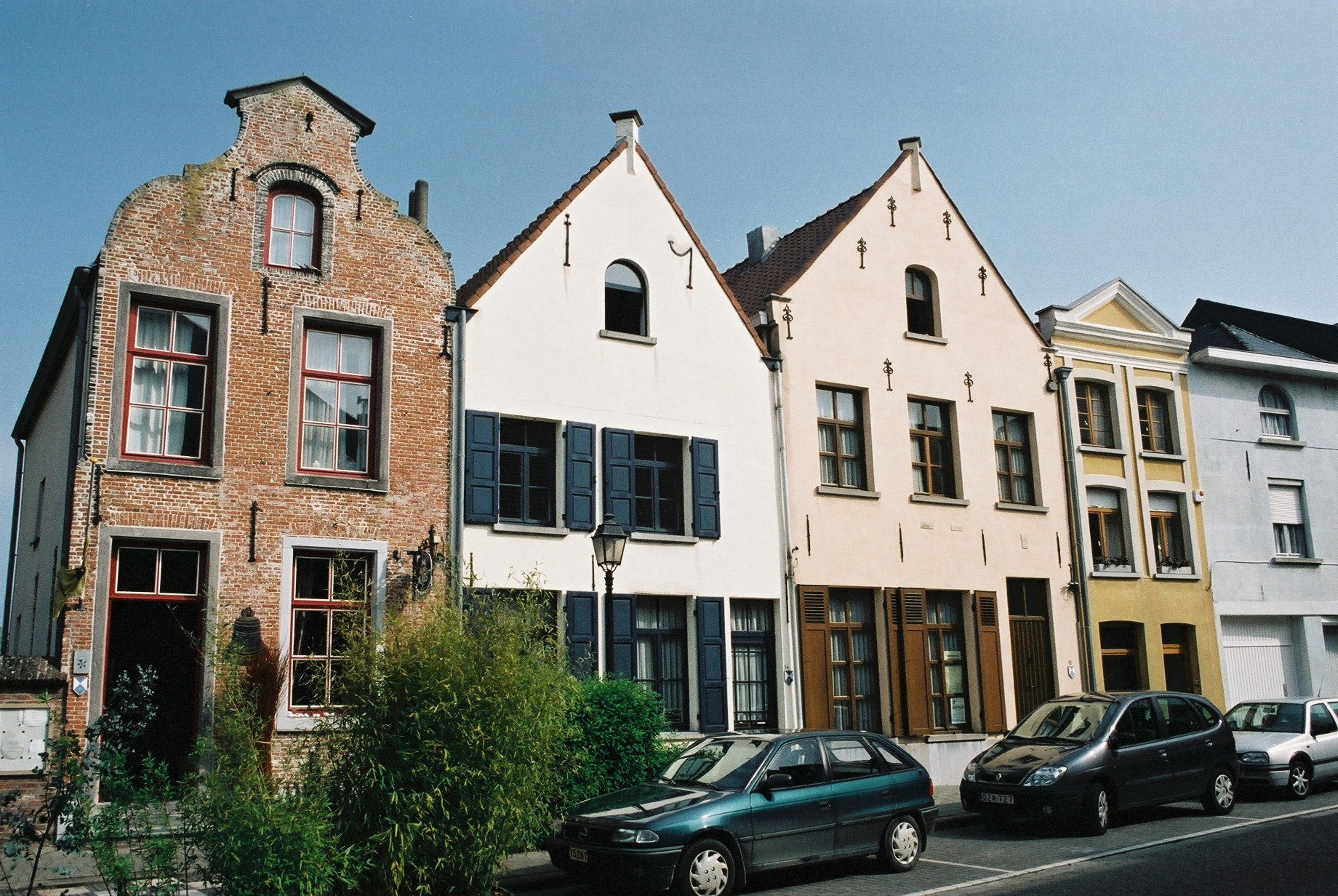
16e-eeuwse burgerhuizen in de Kerkstraat, allen beschermde monumenten. Tevens is de straat ook erkend als dorpsgezicht.

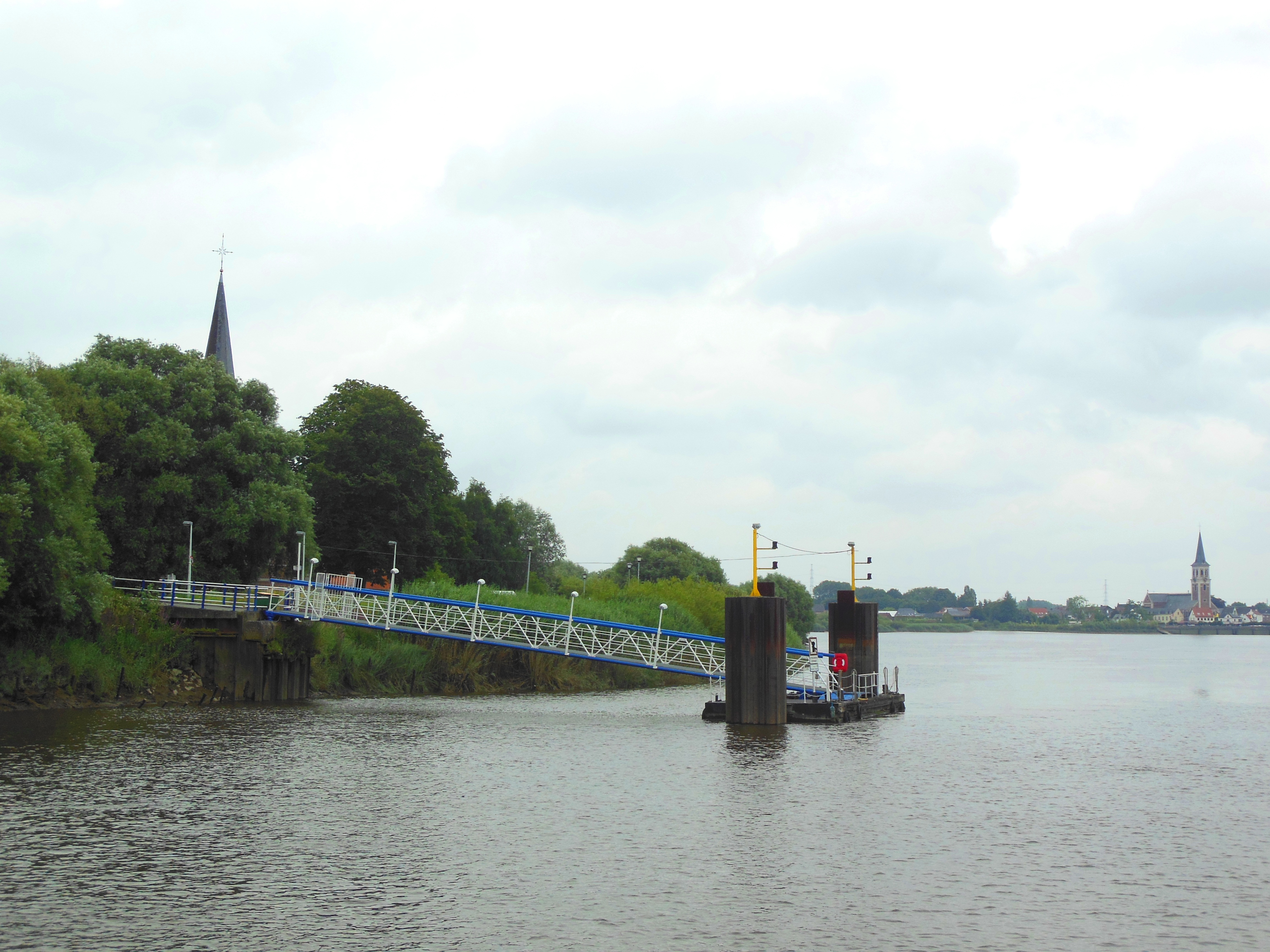
Zicht vanop de Schelde, van de dorpen Mariekerke (vooraan) en Sint - Amands (achteraan)

- De Onze-Lieve-Vrouw Ten Donkerekapel aan de Hekkestraat
- Het Kasteel Fourage aan de Kuitegemstraat
- De Schandpaal aan de Kerkhofdries
- Provinciaal Museum Emile Verhaeren: Museum gewijd aan dichter Emile Verhaeren. Ook zijn grafmonument en geboortehuis bevinden zich in de gemeente.
- Het Praalgraf voor Emile Verhaeren aan de Kaai
- Het Molenmuseum (Sint-Amands) of Museum voor Molinologie.
- De Gansakkermolen aan de Molendreef, verplaatst vanuit Geel naar Sint-Amands.
- Het Museum Romain De Saegher aan de Winkelstraat 38
- De toeristische spoorlijn Dendermonde-Puurs. In de zomer kan men vanuit Baasrode of Puurs met de oude stoomtrein naar Sint-Amands sporen.

## Natuur en landschap
Sint-Amands ligt aan de Schelde, die hier 225 meter breed is. Het Sint-Amandsschoor is een  schorrengebied tussen Sint-Amands en Mariekerke. Dit gebied, ook wel Eiland van Mariekerke genaamd, werd tot de jaren '60 van de 20e eeuw benut voor de griendcultuur.

## Economie
Sint-Amands was vanouds vooral een agrarisch dorp. Wel bracht de ligging aan de Schelde allerlei handelsactiviteiten met zich mee. De Kaai werd voor lossen en laden van tal van schepen benut. Ook de visserij op de Schelde speelde een rol. Van 1896-1959 was er de leerlooierij: N.V. Tannerie et Corroierie de Saint-Amands-lez-Puers. Van 1885-1965 bestond de kunstmestfabriek: Société Anonyme Pour Favoriser l'Industrie Agricole ofwel de Kouterfabriek. Verder waren er enkele brouwerijen en stokerijen. Er waren enkele schoenfabrieken en een zuivelfabriek. De NV Scheldemolens is een maalderij die is voortgekomen uit een windmolen en waarvan de oorsprong teruggaat tot de 18e eeuw. Daarnaast bestond er enige huisnijverheid, zoals mandenmakerij en vlasbewerking.
In de 20e eeuw bloeiden horeca en toerisme op.

## Demografie

### Demografische ontwikkeling voor de fusie
- Bronnen:NIS, Opm:1806 tot en met 1970=volkstellingen; 1976 = inwoneraantal op 31 december

### Demografische ontwikkeling van de fusiegemeente
Alle historische gegevens hebben betrekking op de gemeente Sint-Amands, inclusief deelgemeenten, zoals ontstaan na de fusie van 1 januari 1977.
- Bronnen:NIS, Opm:1806 tot en met 1981=volkstellingen; 1990 en later= inwonertal op 1 januari

| Inwoners van jaar tot jaar Op 1 januari 1992 tot heden | Inwoners van jaar tot jaar Op 1 januari 1992 tot heden | Inwoners van jaar tot jaar Op 1 januari 1992 tot heden |
|                                                        | Aantal                                                 |                                                        |
| ------------------------------------------------------ | ------------------------------------------------------ | ------------------------------------------------------ |
| 1992                                                   | 7.266                                                  |                                                        |
| 1993                                                   | 7.310                                                  |                                                        |
| 1994                                                   | 7.396                                                  |                                                        |
| 1995                                                   | 7.376                                                  |                                                        |
| 1996                                                   | 7.418                                                  |                                                        |
| 1997                                                   | 7.421                                                  |                                                        |
| 1998                                                   | 7.493                                                  |                                                        |
| 1999                                                   | 7.534                                                  |                                                        |
| 2000                                                   | 7.560                                                  |                                                        |
| 2001                                                   | 7.539                                                  |                                                        |
| 2002                                                   | 7.578                                                  |                                                        |
| 2003                                                   | 7.604                                                  |                                                        |
| 2004                                                   | 7.611                                                  |                                                        |
| 2005                                                   | 7.723                                                  |                                                        |
| 2006                                                   | 7.781                                                  |                                                        |
| 2007                                                   | 7.819                                                  |                                                        |
| 2008                                                   | 7.889                                                  |                                                        |
| 2009                                                   | 7.950                                                  |                                                        |
| 2010                                                   | 8.069                                                  |                                                        |
| 2011                                                   | 8.144                                                  |                                                        |
| 2012                                                   | 8.124                                                  |                                                        |
| 2013                                                   | 8.122                                                  |                                                        |
| 2014                                                   | 8.241                                                  |                                                        |
| 2015                                                   | 8.303                                                  |                                                        |
| 2016                                                   | 8.332                                                  |                                                        |
| 2017                                                   | 8.418                                                  |                                                        |
| 2018                                                   | 8.480                                                  |                                                        |

## Politiek

### Structuur
De gemeente Sint-Amands maakt, als deelgemeente van Puurs-Sint-Amands, deel uit van het kieskanton Puurs-Sint-Amands, gelegen in het provinciedistrict Mechelen, het kiesarrondissement Mechelen-Turnhout en ten slotte de kieskring Antwerpen.
| Sint-Amands      | Sint-Amands      | Supranationaal         | Nationaal                         | Nationaal           | Gemeenschap         | Gewest              | Provincie           | Arrondissement    | Provinciedistrict | Kanton            | Gemeente          |
| ---------------- | ---------------- | ---------------------- | --------------------------------- | ------------------- | ------------------- | ------------------- | ------------------- | ----------------- | ----------------- | ----------------- | ----------------- |
| Administratief   | Niveau           | Europese Unie          | België                            | België              | Vlaanderen          | Vlaanderen          | Antwerpen           | Mechelen          | Mechelen          | Mechelen          | Puurs-Sint-Amands |
| Administratief   | Bestuur          | Europese Commissie     | Belgische regering                | Belgische regering  | Vlaamse regering    | Vlaamse regering    | Deputatie           | Deputatie         | Deputatie         | Deputatie         | Gemeentebestuur   |
| Administratief   | Raad             | Europees Parlement     | Kamer van volksvertegenwoordigers | Vlaams Parlement    | Vlaams Parlement    | Vlaams Parlement    | Provincieraad       | Provincieraad     | Provincieraad     | Provincieraad     | Gemeenteraad      |
| Kiesomschrijving | Kiesomschrijving | Nederlands Kiescollege | Kieskring Antwerpen               | Kieskring Antwerpen | Kieskring Antwerpen | Kieskring Antwerpen | Kieskring Antwerpen | Mechelen-Turnhout | Mechelen          | Puurs-Sint-Amands | Puurs-Sint-Amands |
| Verkiezing       | Verkiezing       | Europese               | Federale                          | Federale            | Vlaamse             | Vlaamse             | Provincieraads-     | Provincieraads-   | Provincieraads-   | Provincieraads-   | Gemeenteraads-    |

### Geschiedenis

#### Voormalige Burgemeesters
| Tijdspanne | Tijdspanne  | Burgemeester                   |
| ---------- | ----------- | ------------------------------ |
|            | 1638 - 1652 | Joannes Boeykens               |
|            | 1848 - 1882 | Joseph Jacques Peeters         |
|            | 1883 - 1901 | Joannes Martinus "Jan" Collier |
|            | 1902 - 1923 | Karel Van Assche               |
|            | 1923 - 1927 | Jan De Clercq                  |
|            | 1927 - 1935 | Honoré Van den Bergh           |
|            | 1935 - 1944 | Paul Van Assche                |
|            | 1944 - 1952 | Constant Vinck                 |
|            | 1953 - 1964 | Edmond De Smedt                |
|            | 1965 - 1988 | Georges Ceurvelt (CVP)         |
|            | 1989 - 2006 | Karel De Smedt (CVP / CD&V)    |
|            | 2007 - 2012 | Freddy Sarens (CD&V)           |
|            | 2013 - 2018 | Peter Van Hoeymissen (CD&V)    |

#### Resultaten gemeenteraadsverkiezingen van 1976 tot en met 2012[2]
| Partij of kartel     | Partij of kartel                | 10-10-1976 | 10-10-1976 | 10-10-1982 | 10-10-1982 | 9-10-1988 | 9-10-1988 | 9-10-1994 | 9-10-1994 | 8-10-2000 | 8-10-2000 | 8-10-2006 | 8-10-2006 | 14-10-2012 | 14-10-2012 |
| Stemmen / Zetels     | Stemmen / Zetels                | %          | 19         | %          | 19         | %         | 19        | %         | 19        | %         | 19        | %         | 19        | %          | 19         |
| -------------------- | ------------------------------- | ---------- | ---------- | ---------- | ---------- | --------- | --------- | --------- | --------- | --------- | --------- | --------- | --------- | ---------- | ---------- |
|                      | CVP1 / CD&V2                    | 65,681     | 14         | 59,91      | 14         | 53,961    | 12        | 63,121    | 13        | 45,341    | 10        | 50,372    | 11        | 38,842     | 8          |
|                      | PVV1 / VLD2 / Open Sint-Amands3 | 21,141     | 3          | 10,651     | 1          | 7,571     | 0         | -         |           | 15,152    | 3         | 12,892    | 2         | 9,013      | 1          |
|                      | L.O.S.                          | -          |            | -          |            | -         |           | -         |           | 24,16     | 5         | 27,02     | 5         | 32,84      | 7          |
|                      | Gemeentebelangen1 / N-VA2       | -          |            | -          |            | -         |           | -         |           | -         |           | 9,721     | 1         | 19,312     | 3          |
|                      | SP                              | 13,18      | 2          | 13,39      | 2          | 21,56     | 4         | 13,87     | 2         | 8,68      | 1         | -         |           | -          |            |
|                      | Agalev                          | -          |            | 4,22       | 0          | -         |           | -         |           | 6,67      | 0         | -         |           | -          |            |
|                      | VU                              | -          |            | 11,85      | 2          | 16,91     | 3         | 23,01     | 4         | -         |           | -         |           | -          |            |
| Totaal stemmen       | Totaal stemmen                  | 4761       | 4761       | 5092       | 5092       | 5176      | 5176      | 5216      | 5216      | 5354      | 5354      | 5714      | 5714      | 5815       | 5815       |
| Opkomst %            | Opkomst %                       |            |            |            |            | 93,06     | 93,06     | 92,25     | 92,25     | 91,68     | 91,68     | 94,49     | 94,49     | 91,59      | 91,59      |
| Blanco en ongeldig % | Blanco en ongeldig %            | 3,42       | 3,42       | 3,18       | 3,18       | 3,48      | 3,48      | 4,6       | 4,6       | 3,44      | 3,44      | 4,59      | 4,59      | 2,85       | 2,85       |

De zetels van de gevormde coalitie staan vetjes afgedrukt.

Zie voor de gemeenteraadsverkiezingen van 2018 en later op de fusiegemeente Puurs-Sint-Amands.

## Mobiliteit
- De toeristische spoorlijn Dendermonde-Puurs. In de zomer kan men dus vanuit Baasrode of Puurs met de oude stoomtrein naar Sint-Amands sporen.
- Veerdienst (alleen voor fietsers en voetgangers).

## Economie
Net als de meeste gemeenten aan de Schelde kent Sint-Amands een industrieel verleden. Op de terreinen van de Kouter bevonden zich, in de eerste helft van de twintigste eeuw twee fabrieken: een leerlooierij en een meststoffenfabriek. Daarnaast bevond zich in de Verhaerenstraat tot eind 20ste eeuw de industriële bloemmaalderij van Scheldemolens.

## Geboren
- Emmanuel Benedict Rollier (1769-1851), leider tijdens de Boerenkrijg van 1798
- Jacob Olivier Van de Velde (1795-1855), rector universiteit St. Louis (1840), bisschop van Chicago (1848) en Natchez (1853)
- Jan Van Droogenbroeck (1835-1902), dichter (pseudoniem: Jan Ferguut)
- Emile Verhaeren (1855-1916), dichter
- Arthur Borms (1890-1952), politicus
- Romain De Saegher (1907-1986), schilder
- Didier De Witte (1934-1970), letterkundige

## Nabijgelegen kernen
Mariekerke, Oppuurs, Lippelo, Opdorp, Briel, Kastel (veer)